# مصطفى أجيتش
مصطفى أجيتش مواليد 8 أبريل 1966 في برتشكو، جمهورية يوغوسلافيا الاشتراكية الاتحادية، هو لاعب كرة قدم بوسني سابق كان يلعب كمهاجم.

## المسيرة الاحترافية
ولد في برتشكو، جمهورية البوسنة والهرسك الاشتراكية. بدأ اللعب في النادي المحلي لبريتشكو في الدوري اليوغوسلافي الثاني. انتقل في موسم 1985-86 وفي موسم 1987-88 إلى نادي دينامو زغرب الكرواتي. لعب مع دينامو في الدوري اليوغوسلافي الأول في النصف الثاني من موسم 1987-88 وفي موسم 1988-89. وقدم 30 مباراة رسمية مباراة مع دينامو (24 مباراة في الدوري، وثلاث مباريات في مسابقة كأس يوغوسلافية وثلاث مباريات في المسابقات الأوروبية، وقد سجل ثلاثة أهداف جميعها في الدوري). في 1989-90 كان لا يزال لاعب دينامو لكنه لم يلعب أي مباراة في ذلك العام. في صيف عام 1990 انتقل إلى نادي سبارتاك سوبوتيكا الصربي ولعب مع سبارتاك في الدوري اليوغوسلافي الأول في المواسم 1990-91 (لعب 22 مباراة، ولم يسجل أية أهداف) وموسم 1991-92 (لعب 5 مباريات، وسجل هدفاً واحداً).
بعد اللعب مع سبارتاك انتقل إلى الخارج، في البداية لعب في اليونان مع نادي كافالا ونادي باوك، ثم انتقل إلى ألمانيا حيث لعب مع «تاس» كوبلنز في وقت لاحق مع نادي Arzheim.